# コミデジ+
隔月コミデジ+（かくげつ - プラス）は、2006年4月から2008年8月までブロッコリー編集、フレックスコミックス発行、ソフトバンククリエイティブ発売で刊行されていた漫画雑誌（PC Japan増刊）。掲載作品はコミデジコミックスより刊行。

## 沿革
角川書店より2003年4月に発刊した『季刊デ・ジ・キャラット』（季デジ）が前身。同誌はタイトルが示すようにブロッコリーのマスコットキャラクターである「デ・ジ・キャラット」（でじこ）をフィーチャリングした作品を中心とする編成であった。
その後、ブロッコリーがタカラに買収されると共にタカラが新出版社・ジャイブを設立したことから季デジは2004年7月に一旦休刊し、同年10月にジャイブより隔月刊『コミック デ・ジ・キャラット』として新装刊（月刊コミックラッシュ増刊）。2005年10月には誌名を『コミデジ』に変更する。
しかし、タカラが経営不振によりトミーと合併してタカラトミーとなったのに前後してブロッコリー及びジャイブはそれぞれタカラ傘下を離れることになり、2006年4月より発行元がソフトバンクグループのモビーダ・エンターテインメントへ移ると共に『コミデジ+』として再度、新装刊する。
その後、2006年11月にモビーダ・エンターテインメントからコミック事業部を分割して設立された株式会社フレックスコミックスが発行元となったが、2008年8月21日発売のVol.15を最後に休刊した。

## 主な連載作品
- げまげま劇場 デ・ジ・キャラット（コゲどんぼ）
- こんこんここん（コゲどんぼ）
- かみちゃまかりん+（コゲどんぼ）
- ギャラクシーエンジェル3rd（かなん）
- 恋きゅー♥（征海未亜）
- エミる☆みらくる（加曽利りあら）
- エコローグ46（吹屋フロ）
- ちとせが行く!（身裂き）
- true tears（あさき）
- まじぱに!（山鳥おふう）
- みみつきG.A.・だぶるねこめいど（酒菜屋なかさ）

### 「コミックデ・ジ・キャラット」連載作品
- ヨキ、コト、キク。（小春こころ）
- ぴよぴよぴよこちゃん（ひな。）
- ギャラクシーエンジェル 天使図鑑（かなん）
- 不思議の国のミントさん（霧賀ユキ）
- アイドル探偵あかり（愁☆一樹）
- プリンセスコンチェルト ～Arpeggio～（来多あかり）
- みらくる☆ツイン・スター（ナナハラユウ）
- ちとせ召しませ（身裂き）
- 極紅行進曲（吹屋フロ）
- GGBG!（山田J太）
- ほっけみりんの日（春巻ちょりぃ）

## 書誌情報
- 季刊デ・ジ・キャラット（ブロッコリー）
  - 季刊デ・ジ・キャラット 2003年春号（2003年5月1日発売）
  - 季刊デ・ジ・キャラット 2003年夏号（2003年8月1日発売）
  - 季刊デ・ジ・キャラット 2003年秋号（2003年11月1日発売）
  - 季刊デ・ジ・キャラット 2004年冬号（2004年2月1日発売）
  - 季刊デ・ジ・キャラット 2004年春号（2004年5月1日発売）
  - 季刊デ・ジ・キャラット 2004年夏号（2004年8月1日発売）
- コミック デ・ジ・キャラット（ジャイブ）
  - コミック デ・ジ・キャラット Vol.1（2004年10月8日発売）
  - コミック デ・ジ・キャラット Vol.2（2004年12月10日発売）
  - コミック デ・ジ・キャラット Vol.3（2005年2月10日発売）
  - コミック デ・ジ・キャラット Vol.4（2005年4月9日発売）
  - コミック デ・ジ・キャラット Vol.5（2005年6月10日発売）
  - コミック デ・ジ・キャラット Vol.6（2005年8月10日発売）
  - コミック デ・ジ・キャラット Vol.7（2005年10月8日発売）
- コミデジ（ジャイブ）
  - コミデジ Vol.1（2005年12月10日発売）
  - コミデジ Vol.2（2006年2月10日発売）
- コミデジ+（ソフトバンククリエイティブ）
  - コミデジ+ Vol.1（2006年4月21日発売）
  - コミデジ+ Vol.2（2006年6月21日発売）
  - コミデジ+ Vol.3（2006年8月21日発売）
  - コミデジ+ Vol.4（2006年10月21日発売）
  - コミデジ+ Vol.5（2006年12月21日発売）
  - コミデジ+ Vol.6（2007年2月21日発売）
  - コミデジ+ Vol.7（2007年4月21日発売）
  - コミデジ+ Vol.8（2007年6月21日発売）
  - コミデジ+ Vol.9（2007年8月21日発売）
  - コミデジ+ Vol.10（2007年10月18日発売）
  - コミデジ+ Vol.11（2007年12月21日発売）
  - コミデジ+ Vol.12（2008年2月21日発売）
  - コミデジ+ Vol.13（2008年4月21日発売）
  - コミデジ+ Vol.14（2008年6月21日発売）
  - コミデジ+ Vol.15（2008年8月21日発売）

## 単行本
コミデジコミックス (Comi Digi COMICS)レーベルで刊行。2006年6月20日初版の『ギャラクシーエンジェル 3rd』が第1冊目。上述のようにジャイブの設立時にブロッコリーが深く関わっていたことからジャイブのCR COMICSと背表紙のデザインに共通性が見られる。